# High Torne Mountain
High Torne Mountain, que té per títol original complet en anglès High Torne Mountain, Rockland County, New York, 1850, és un llenç de Jasper Francis Cropsey, pintor paisatgista estatunidenc pertanyent a l'Escola del Riu Hudson. És una obra força interessant, perquè és de la seva primera etapa, i permet constatar l'evolució pictòrica d'aquest artista.
Torne Mountain (340 metres), que als mapes topogràfics és anomenat "High Torne"), està dins del Harriman State Park, (192.33 km²), el segon Parc estatal més gran de l'Estat de Nova York. Aquest parc està localitzat a Rockland County i a Comtat d'Orange (Nova York).

## Anàlisi
Les obres primerenques de J.F.Cropsey están fortament influenciades per Thomas Cole, un artista al qual admirava molt. Tant el seu color com la seva pinzellada están basades en Cole. Aquest paisatge primerenc és un dels mes romàntics de Cropsey, i on la influència de Cole és més palesa. Això també és degut al fet que en aquesta etapa va adoptar temàtiques que reflectien l'admiració de T. Cole vers la Natura verge de l'Estat de Nova York. L'ús del colors foscos per expressar els aspectes amenaçadors de la Natura, recorda la paleta de Salvator Rosa, com a Landscape with Tree Trunks de Thomas Cole.
De fet, la muntanya rocosa té una aparença un tant ominosa, i sembla implicar la presència d'un esperit immanent, com el personatge de Megissgwon del poema Hiawatha de Henry Wadsworth Longfellow. Aquí, però, la mitologia només és latent, i la intenció del pintor sembla més aviat la mera representació d'un fenomen natural. Aquesta pintura era coneguda anteriorment com a Eagle Cliff, New Hampshire.